# 1985 v športu
1985 v športu.

## Avto - moto šport
- Formula 1: Alain Prost, Francija, McLaren-TAG je slavil s petimi zmagami in 73 točkami, konstruktorski naslov je šel prav tako v roke moštvu McLaren-TAG z osvojenimi 90 točkami
- 500 milj Indianapolisa: slavil je Danny Sullivan, ZDA, z bolidom March/Cosworth, za moštvo Penske Cars[1]

## Kolesarstvo
- Tour de France 1985: Bernard Hinault, Francija
- Giro d'Italia: Bernard Hinault, Francija

## Košarka
- Pokal evropskih prvakov: Cibona Zagreb
- NBA: Los Angeles Lakers slavijo s 4 proti 2 v zmagah nad Boston Celtics, MVP finala je Kareem Abdul-Jabbar[2]
- EP 1985: 1. Sovjetska zveza, 2. Češkoslovaška, 3.  Italija[3]

## Nogomet
- Pokal državnih prvakov: Juventus slavi z 1-0 nad Liverpoolom[4]

## Smučanje
- Alpsko smučanje:  
  - Svetovni pokal v alpskem smučanju, 1985
    - Moški: Marc Girardelli, Luksemburg[5]
    - Ženske: Michela Figini, Švica[6]

  - Svetovno prvenstvo v alpskem smučanju – Bormio 1985: 
    - Moški:
    - Slalom: Jonas Nilsson, Švedska
    - Veleslalom: Markus Wasmeier, Nemčija
    - Smuk: Pirmin Zurbriggen, Švica
    - Kombinacija: Pirmin Zurbriggen, Švica
    - Ženske:
    - Slalom: Perrine Pelen, Francija
    - Veleslalom: Diann Roffe, ZDA
    - Smuk: Michela Figini, Švica
    - Kombinacija: Erika Hess, Švica
- Nordijsko smučanje:  
  - Svetovni pokal v smučarskih skokih 1985: 
    - Moški: 1. Matti Nykänen, Finska, 2. Andreas Felder, Avstrija, 3. Ernst Vettori, Avstrija[7]
    - Pokal narodov: 1. Finska, 2. Avstrija, 3. Norveška

  - Svetovno prvenstvo v nordijskem smučanju – Seefeld 1985: 
    - Smučarski skoki: 
      - Srednja skakalnica: Jens Weißflog, Vzhodna Nemčija
      - Velika skakalnica: Per Bergerud, Norveška
      - Ekipno: 1. Finska, 2. Avstrija, 3. Vzhodna Nemčija

## Tenis
- Turnirji Grand Slam za moške:
  - 1. Odprto prvenstvo Avstralije: Stefan Edberg, Švedska[8]
  - 2. Odprto prvenstvo Francije: Mats Wilander, Švedska
  - 3. Odprto prvenstvo Anglije – Wimbledon: Boris Becker, Zahodna Nemčija[9]
  - 4. Odprto prvenstvo ZDA: Ivan Lendl, Češkoslovaška
- Turnirji Grand Slam za ženske:
  - 1. Odprto prvenstvo Avstralije: Martina Navratilova, ZDA[10]
  - 2. Odprto prvenstvo Francije: Chris Evert, , ZDA
  - 3. Odprto prvenstvo Anglije – Wimbledon: Martina Navratilova, ZDA[11]
  - 4. Odprto prvenstvo ZDA: Hana Mandlíková, Češkoslovaška
- Davisov pokal: Švedska slavi s 3-2 nad Zahodno Nemčijo[12]

## Hokej na ledu
- NHL – Stanleyjev pokal: Edmonton Oilers slavijo s 4 proti 1 v zmagah nad Philadelphia Flyers
- SP 1985: 1. Češkoslovaška, 2. Kanada, 3. Sovjetska zveza[13]

## Rojstva
- 5. januar: Fabienne Suter, švicarska alpska smučarka
- 7. januar: Lewis Hamilton, britanski dirkač F 1
- 10. januar: Anette Sagen, norveška smučarska skakalka
- 11. januar: Peter Dokl, slovenski biatlonec
- 5. februar: Cristiano Ronaldo, portugalski nogometaš
- 11. februar: Šárka Strachová - Záhrobská, češka alpska smučarka
- 17. februar: Anders Jacobsen, norveški smučarski skakalec
- 6. marec: Domen Lorbek, slovenski košarkar
- 13. marec: Vesna Fabjan, slovenska smučarska tekačica
- 22. marec: Anja Čarman, slovenska plavalka
- 26. april: Jure Bogataj, slovenski smučarski skakalec
- 30. april: Žiga Pavlin, slovenski hokejist
- 6. maj: Chris Paul, ameriški košarkar
- 4. junij: Dominique Gisin, švicarska alpska smučarka
- 10. junij: Rok Perko, slovenski alpski smučar
- 27. junij: Nico Rosberg, nemški dirkač Formule 1
- 30. junij: Michael Phelps, ameriški plavalec
- 3. julij: Jure Šinkovec, slovenski smučarski skakalec
- 9. julij: Mirza Begić, slovenski košarkar
- 4. avgust: Antonio Valencia, ekvadorski nogometaš
- 6. avgust: Ana Drev, slovenska alpska smučarka
- 13. avgust: Grega Bole, slovenski kolesar
- 19. september: Pia Tajnikar, slovenska atletinja
- 26. september: Rok Pajič, slovenski hokejist
- 29. september: Dani Pedrosa, španski Moto GP dirkač
- 14. oktober: Andrea Fischbacher, avstrijska alpska smučarka
- 15. oktober: Mirko Alilović, hrvaški rokometaš
- 16. oktober: Casey Stoner, avstralski motociklistični dirkač
- 24. oktober: Wayne Rooney, angleški nogometaš
- 31. oktober: Fanny Chmelar, nemška alpska smučarka

## Smrti
- 12. februar: Jerzy Skolimowski, poljski veslač (* 1907)
- 24. februar: Janusz Ślązak, poljski veslač (* 1907)
- 2. marec: Pénélope Julie »Diddie« Vlasto Serpieri, francoska tenisačica (* 1903)
- 29. marec: Gerhard Stöck, nemški atlet (* 1910)
- 3. april: Helmut Niedermayr, nemški avtomobilistični dirkač (* 1915)
- 30. maj: Gustav Jaenecke, nemški hokejist in tenisač (* 1908)
- 9. junij: Marion Wyckoff Vanderhoef, ameriška tenisačica (* 1894)
- 22. junij: Patricia Evelyn »Pat« Ward Hales, angleška tenisačica (* 1929)
- 9. julij: Maud Margaret »Mall« Mutch Molesworth, avstralska tenisačica (* 1894)
- 22. julij: Matti Järvinen, finski atlet (* 1909)
- 12. avgust: Manfred Winkelhock, nemški avtomobilistični dirkač (* 1951)
- 1. september: Stefan Bellof, nemški avtomobilistični dirkač (* 1957)
- 10. september: Werner Meyer, švicarski rokometaš (* 1914)
- 29. september: Joan Craddock Fry-Lakeman, angleška tenisačica (* 1906)
- 8. november: Nicolas Frantz, luksemburški kolesar (* 1899)
- 8. november: Masten Gregory, ameriški dirkač Formule 1 (* 1932)
- 11. november: Per-Eric Lindbergh, švedski hokejist (* 1959)
- 20. december: Coral McInnes Buttsworth, avstralska tenisačica (* 1900)
- 30. december: Jake Forbes, kanadski hokejist (* 1897)